# 신종훈 (배우)
신종훈(1977년 2월 26일 (음력 1월 9일) ~ )은 대한민국의 배우이다.

## 출연작

### 드라마
- 2000년~2002년 SBS 《웬만해선 그들을 막을 수 없다》- 형사 역
- 2002년 SBS 《순수의 시대》
- 2002년~2003년 SBS 《야인시대》- 김 조장, 전위대 간부급 대원 역
- 2002년 MBC 《신비한 TV 서프라이즈》
- 2003년~2005년 MBC 《실화극장 죄와 벌》
- 2003년~2004년 MBC 《대장금》- 종사부관 역
- 2004년~2005년 MBC 《왕꽃 선녀님》- 문미영의 맞선남 역
- 2004년~2005년 MBC 《영웅시대》- 정동년 역
- 2004년 KBS2 《풀하우스》- 이 실장 역
- 2004년 SBS 《형수님은 열아홉》
- 2005년 MBC 《현장기록 형사》
- 2005년~ 2006년 SBS 《서동요》- 위송부관 역
- 2007년 SBS 《외과의사 봉달희》- 대한일보의 기자 역
- 2007년 KBS2 《마왕》- CCTV 관계자 역
- 2007년~2008년 《이산》
- 2008년 SBS 《온에어》- 에이든의 프로필사진을 건네는 남자 역
- 2008년~2009년 《에덴의 동쪽》
- 2010년 MBC 《동이》
- 2010년 MBC 《황금물고기》
- 2011년 MBC 《반짝반짝 빛나는》 - 형사 역

### 영화
- 2007년 《키드갱》
- 2009년 《펜트하우스 코끼리》- 앵커남 역

### 예능
- 2002년 《TV는 사랑을 싣고》 - 현석 역

## 경력
- 느낄감엔터테인먼트 이사

## 학력
- 서울예술대학

## 사건
배우 신종훈이 곱창집에서 30대 여성을 폭행한 혐의로 불구속 입건된 사실이 알려졌다. 2013년 9월 16일 새벽 3시쯤 경기도 안양 평촌 소재의 모 곱창집에서 자신이 운영하는 술집의 남녀 종업원 2명과 회식을 하던 중 옆 테이블에서 식사를 하던 여성 정모씨와 시비 끝에 얼굴을 수차례 때린 혐의를 받고 있다.